# ГФК Јасеница 1911
ГФК Јасеница 1911 је српски фудбалски клуб из Смедеревске Паланке и тренутно се такмичи у Подунавској окружној лиги, петом такмичарском нивоу српског фудбала. Основан је 1911. године и један је од најстаријих у Србији.